# Styringomyia nigripalpis
Styringomyia nigripalpis är en tvåvingeart som beskrevs av Edwards 1914. Styringomyia nigripalpis ingår i släktet Styringomyia och familjen småharkrankar. Inga underarter finns listade i Catalogue of Life.